# Byron Mullens
Byron James Mullens (Canal Winchester, Ohio, 14 de febrero de 1989) es un jugador de baloncesto británico-estadounidense que pertenece a la plantilla del New Taipei Kings de la Plus League. Con 2,13 metros de altura, juega en la posición de pívot.

## Trayectoria deportiva

### Universidad
Tras haber disputado en 2008 el prestigioso McDonald's All-American Game, jugó solamente una temporada con los Buckeyes de la Universidad de Ohio State, en la que promedió 8,8 puntos, 4,7 rebotes y 1,1 tapones por partido. Su tope de anotación en la temporada lo logró ante North Carolina-Asheville, con 19 puntos, a los que añadió 8 rebotes y 3 tapones saliendo desde el banquillo. Fue elegido como mejor sexto hombre y en el mejor quinteto de novatos de la Big Ten Conference.
En el mes de abril de 2009 se declaró elegible para el draft de la NBA, renunciando a los tres años que le quedaban de carrera.

#### Estadísticas
| Temporada | Equipo     | PJ | PTS | REB | AST | ROB | TAP | %TC  | %3P  | %TL  | MIN  | PER |
| --------- | ---------- | -- | --- | --- | --- | --- | --- | ---- | ---- | ---- | ---- | --- |
| 2008-09   | Ohio State | 33 | 8.8 | 4.7 | 0.3 | 0.5 | 1.1 | .638 | .000 | .559 | 20.3 | 1.5 |

### Profesional
Fue elegido en la vigésimo cuarta posición del Draft de la NBA de 2009 por Dallas Mavericks, pero fue inmediatamente traspasado a Oklahoma City Thunder a cambio de los derechos de la elección 25, Rodrigue Beaubois y una futura segunda ronda del draft. Tras superar su lesión, debutó con los Thunder el 23 de enero ante Cleveland Cavaliers, anotando sus dos primeros puntos como profesional.
El 19 de diciembre de 2011, Mullens fue traspasado a Charlotte Bobcats por una segunda ronda de draft de 2013. En Charlotte Bobcats vivió sus mejores temporadas en la NBA con un promedio de 9,3 puntos y 5 rebotes de media en la temporada 2011-12 y en la temporada 2012-13 promediaría 10,7 puntos y 6,4 rebotes por encuentro. 
Tras una última temporada en la que disputó encuentros con Los Angeles Clippers y Philadelphia 76ers, pasó a la G-League con los Sioux Falls Skyforce por dos temporadas. 
En julio de 2014 firmó por dos temporadas con los Shanxi Zhongyu de la liga china.
En la temporada 2015-16 disputó encuentros con el Torku Konyaspor turco, en la que sería su primera experiencia en Europa.
La 2016-17 la disputó con el Naft Abadan de Irán, para volver en la 2017-18 a la G-League con los Lakeland Magic, donde cuajó una gran primera temporada: 19,7 puntos, 11,1 rebotes y 1,6 tapones por partido. 
Más tarde, daría el salto hacia Japón para jugar con Levanga Hokkaido en el que firmó grandes números: 20,8 puntos, 10,1 rebotes y 2,3 tapones de media. 
Comienza la temporada 2019/20 en Corea del Sur donde promediaría 13'9 puntos y 9'2 rebotes por partido con el Busan KT Sonicboom.
En marzo de 2020 se convierte en jugador del Club Baloncesto Estudiantes de la Liga Endesa.

## Estadísticas de su carrera en la NBA

### Temporada regular
| Año     | Equipo        | PJ  | PT | MPP  | %TC  | %3P  | %TL  | RPP | APP | ROB | TPP | PPP  |
| ------- | ------------- | --- | -- | ---- | ---- | ---- | ---- | --- | --- | --- | --- | ---- |
| 2009-10 | Oklahoma City | 13  | 0  | 4.2  | .368 | .000 | .000 | .8  | .1  | .2  | .0  | 1.1  |
| 2010-11 | Oklahoma City | 13  | 0  | 6.5  | .321 | .000 | .500 | 1.8 | .0  | .2  | .2  | 1.9  |
| 2011-12 | Charlotte     | 65  | 25 | 22.5 | .425 | .235 | .821 | 5.0 | .9  | .3  | .8  | 9.3  |
| 2012-13 | Charlotte     | 53  | 41 | 26.9 | .385 | .317 | .646 | 6.4 | 1.5 | .6  | .6  | 10.6 |
| 2013-14 | L.A. Clippers | 27  | 0  | 6.2  | .406 | .333 | .333 | 1.2 | .2  | .2  | .1  | 2.5  |
| 2013-14 | Philadelphia  | 18  | 0  | 13.7 | .465 | .400 | .571 | 3.3 | .4  | .5  | .4  | 6.8  |
| Total   | Total         | 189 | 66 | 18.2 | .408 | .319 | .706 | 4.2 | .8  | .4  | .5  | 7.4  |

### Playoffs
| Año   | Equipo        | PJ | PT | MPP | %TC  | %3P  | %TL  | RPP | APP | ROB | TPP | PPP |
| ----- | ------------- | -- | -- | --- | ---- | ---- | ---- | --- | --- | --- | --- | --- |
| 2010  | Oklahoma City | 1  | 0  | 4.0 | .000 | .000 | .500 | .0  | .0  | .0  | .0  | 1.0 |
| Total | Total         | 1  | 0  | 4.0 | .000 | .000 | .500 | .0  | .0  | .0  | .0  | 1.0 |